# Vườn quốc gia Biển Malindi
Vườn quốc gia Biển Malindi nằm ngoài khơi bờ biển Ấn Độ Dương, thuộc Kenya. Được thành lập vào năm 1968 và được bảo vệ, quản lý bởi Cục Hoang dã Kenya, nó được coi là công viên hải dương lâu đời nhất châu Phi. Vườn quốc gia nằm ở Malindi, một thị trấn cửa sông Ganana, cách khoảng 118 km về phía bắc của Mombasa. Cùng với Vườn quốc gia Biển Watamu, Malindi được bao bọc bởi Khu bảo tồn quốc gia Biển Malindi. Vườn quốc gia là một khu dự trữ sinh quyển được UNESCO công nhận vào năm 1979.

## Động thực vật
Thảm thực vật bị chi phối bởi những cây Dừa, Phi lao, Dứa dại và rừng ngập mặn. Ngoài ra là Bông gạo và Đào lộn hột cùng Xoài được trồng phổ biến.
Vườn quốc gia này là nơi cung cấp môi trường sống cho hơn 300 loài cá, trong đó có Cá đuôi gai, Mú nghệ và Cá nhồng. Bãi bùn ven biển và rạn san hô là nhà của Tôm hùm, cua, sò, bạch tuộc, sao biển cùng 140 loài san hô trong đó có cả loài San hô Organ. Ngoài ra, một số loài có mặt tại vườn quốc gia bao gồm Cá heo, Rùa Quản Đồng, Đồi mồi, Đồi mồi dứa và Vích. Rừng ngập mặn ven biển là môi trường sinh sống và kiếm ăn cho nhiều loài chim trong khu vực.